# Agrotis fervida
Agrotis fervida är en fjärilsart som beskrevs av Jacob Hübner 1824. Agrotis fervida ingår i släktet Agrotis och familjen nattflyn. Inga underarter finns listade i Catalogue of Life.